# 蔡玄
蔡玄（？年—？年），字叔陵，汝南南頓縣（今河南省項城縣北）人。通曉《五經》，門徒常有千人，著錄在冊的有一萬六千人。朝廷徵辟蔡玄，蔡玄都不願任職。漢順帝時特詔徵授議郎，講論《五經》異同，符合漢順帝的想法。於是升任侍中，任命為弘農太守，在任內去世。

## 延伸阅读
[在维基数据编辑]
 《後漢書·卷79下》，出自范晔《後漢書》